# Huub Artz
Huub Artz (Wintelre, 14 de mayo de 2002) es un deportista neerlandés que compite en ciclismo en la modalidad de ruta. Ganó una medalla de oro en el Campeonato Europeo de Ciclismo en Ruta de 2024, en la prueba de ruta sub-23.

## Medallero internacional
| Campeonato Europeo | Campeonato Europeo | Campeonato Europeo | Campeonato Europeo |
| Año                | Lugar              | Medalla            | Competición        |
| ------------------ | ------------------ | ------------------ | ------------------ |
| 2024               | Limburgo (Bélgica) | Medalla de oro     | Ruta sub-23        |

## Palmarés
2024
- Gante-Wevelgem sub-23
- 1 etapa del Giro de Italia Next Gen
- Campeonato Europeo en Ruta sub-23